# سوکت ۸
سوکت CPU سوکت ۸ منحصراً با پردازنده‌های رایانه‌ای اینتل پنتیوم پرو و پنتیوم II اوردرایو استفاده می‌شد. اینتل سوکت ۸ را به نفع شکاف ۱ با معرفی پنتیوم II و شکاف ۲ با انتشار پنتیوم II زئون در سال ۱۹۹۹ منسوخ کرد.

## مشخصات فنی

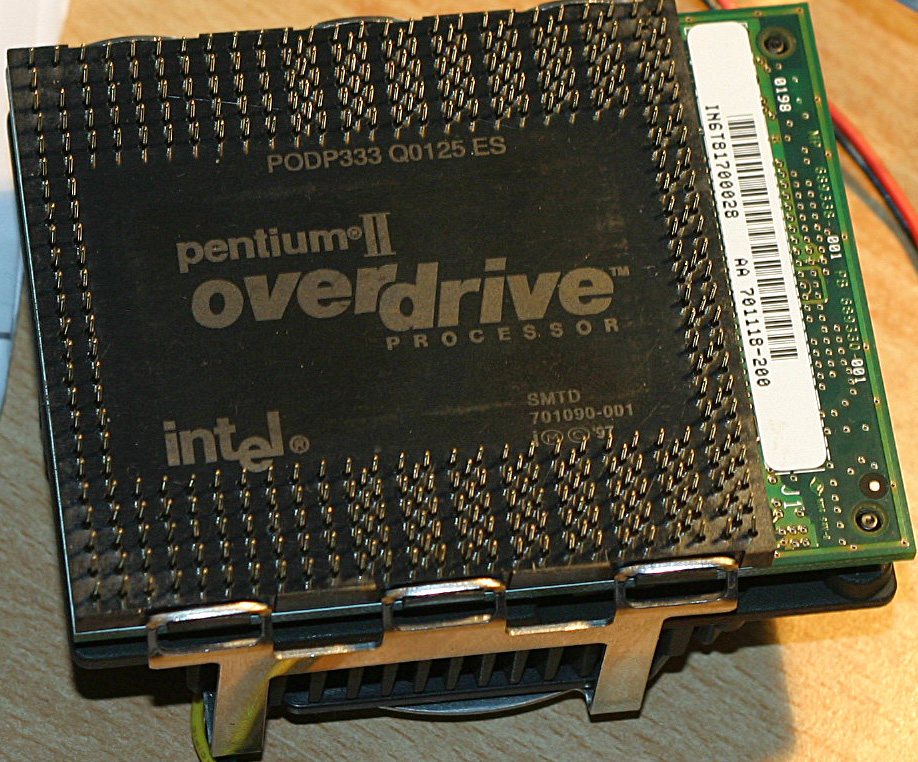
نمونه مهندسی CPU پنتیوم II اوردرایو که قسمت پایینی واحد را نشان می‌دهد.

سوکت ۸ دارای یک سوکت مستطیلی منحصر به فرد با ۳۸۷ پین است. از سرعت FSB بین ۶۰ تا ۶۶ مگاهرتز، ولتاژ ۳٫۱ یا ۳٫۳ ولت پشتیبانی می‌کند و از پردازنده‌های پنتیوم پرو و پنتیوم II اوردرایو پشتیبانی می‌کند. سوکت ۸ همچنین دارای الگوی چیدمان پین منحصر به فردی است. یک قسمت از سوکت پین‌هایی در یک شبکه پی‌جیی‌ای دارد، درحالی که قسمت دیگر از یک شبکه اس‌پی‌جیی‌ای استفاده می‌کند.